# Lloyd Mulenga Kaziya
Lloyd Mulenga Kaziya (* 27. Juli 1969) ist ein sambischer Politiker der Patriotic Front (PF).

## Leben
Kaziya war nach einer Ausbildung als Buchhalter beschäftigt. Er absolvierte ferner ein Lehramtsstudium, das er mit einem Bachelor of Arts (B.A. Education) abschloss, und war danach als Lehrer tätig. Er wurde bei der Wahl am 11. August 2016 als Kandidat der Patriotic Front (PF) erstmals zum Mitglied der Nationalversammlung Sambias gewählt und vertritt den Wahlkreis Matero. Nachdem er anschließend Mitglied des Ausschusses für Kommunalverwaltung, Wohnungsbau und Häuptlingsangelegenheiten der Nationalversammlung war, wurde er bereits im Oktober 2016 von Präsident Edgar Lungu als Minister für Wasserentwicklung, Hygiene und Umweltschutz in dessen Kabinett berufen.